# Antillea proclea
Antillea proclea är en fjärilsart som beskrevs av Doubleday 1847. Antillea proclea ingår i släktet Antillea och familjen praktfjärilar. Inga underarter finns listade i Catalogue of Life.